# Бразил (песма Беби Дол)
Бразил је песма српске певачице Беби Дол која је представљала Југославију на Песми Евровизије 1991. у Риму. Музику за песму је компоновао Зоран Врачевић, текст је написала Драгана Шарић, а оркестром је током извођења уживо дириговао маестро Слободан Марковић. Био је то тек трећи пут да је ТВ Београд делегирао југословенског представника на том фестивалу.
Беби Дол је првобитно победила на националном избору Југовизији, који је те године одржан 9. марта у Сарајеву. На фестивалу је те године учествовало 16 композиције, а песма Бразил победила је са свега два гласа више од другопласираног Данијела Поповића и његове песме Дај обуци левисице. 
Финале Евросонга те године одржано је 4. маја, а занимљиво је да је песма Бразил изведено у потпуно другачијем аранжману у односу на верзију која је победила на националном избору. Беби Дол је отворила такмичење у Риму, а након гласања 22 национална жирија такмичење је завршила на претпоследњем 21. месту са свега једним освојеним бодом. Једини бод Југославији је доделио жири из Малте. Песма Бразил је тако остала уписана као последњи представник јединствене Југославије, те као песма са другим најлошијим пласманом Југославије у историји тог такмичења, одмах после Сабахудина Курта чија композиција Живот је склопио круг је 1964. заузела последње место без освојених бодова. 